# Lucija Borčić
Lucija Borčić (26 juillet 1921 - 14 novembre 2015) est une autrice, poétesse et traductrice espérantiste croate.

## Biographie
Lucija Borčić nait le 26 juillet 1921 à Podšpilje (en), sur l’île de Vis, en Croatie, d’un père pêcheur. Elle travaille comme comptable et administratrice. Elle occupe pendant 20 ans le poste de présidente de l’association des arts plastiques de Croatie. Elle apprend l’espéranto en 1940 à Zagreb. À partir de 1946, elle participe à l’association d’espéranto Bude Borjan à Zagreb, où elle occupe les postes d’administratrice, de trésorière, de secrétaire et de présidente. Elle donne de nombreux cours. Elle occupe le rôle de secrétaire et de membre de la commission d’examen dans la ligue croate d’espéranto et la fédération yougoslave d’espéranto. En 1953, elle co-organise le 38e congrès universel à Zagreb. À partir de 1952, elle traduit en espéranto de la prose et de la poésie croate. À partir de 1977, elle écrit en espéranto. En 2001, elle publie son recueil de poèmes Pulsas la viv’. En 1985, elle reçoit le prix Clelia Conterno pour le poème Artist’ blua. Elle est membre et déléguée de l’Association universelle d'espéranto. Elle est membre de l’Association des auteurs et autrices espérantophones. Depuis 2001, elle est membre honoraire de l’Association universelle d’espéranto. En 2008 et 2009, elle écrit deux dictionnaires, l’un espéranto-croate et l’autre croate-espéranto, qui contiennent respectivement 42000 et 57 000 entrées d’un total de 1000 pages. Elle meurt le 14 novembre 2015 à Zagreb.

## Critiques dePulsas la viv’
Dans son analyse de 2002, Jorge Camacho analyse les poèmes de Lucija Borčić comme « une litanie de lignes prosaïques, trop explicites, banalement factuelles ».

## Œuvres

### Traductions
- (eo) Zora Heide (trad. Lucija Borčić, I. Borovečki, E. Lapenna), Kantoj de l’silento, 1984
- (eo) Ante Šimunić, Elprovado de l’ amo, 1985
- (eo) Vesna Parun, La bluoj, 1999

### Œuvres originales
- (eo) Pulsas la viv’, 2001[2]
- (eo + kr) Granda vortaro Esperanta-kroata, 2008
- (kr + eo) Granda vortaro kroata-Esperanta, 2009